# Tommy Burleson
Tommy Loren Burleson, né le 24 février 1952 à Crossnore, Caroline du Nord, est un joueur et entraîneur américain de basket-ball. Pivot de 2,21 m, Burleson évolue à l'université d'État de Caroline du Nord, équipe championne NCAA en 1974.

## Biographie
Lors de sa carrière universitaire, Burleson a comme coéquipiers David Thompson, le meneur de jeu Monte Towe et l'ailier Tim Stoddard (qui connaitra le succès en Major League Baseball au poste de pitcher). Ils battent le champion, les Bruins d'UCLA et remportent le titre de champion NCAA en 1974. Burleson est élu MVP en 1973 et 1974 des tournois ACC et est All-Final Four en 1974. La défense de Burleson sur la star de UCLA Bill Walton est la clé de la victoire du Wolfpack de l'université d'État de Caroline du Nord en demi-finales. Il fait partie de l'équipe américaine championne du monde universitaire en 1973.
Lorsque Burleson est recruté par le Wolfpack, on le mesure officiellement à 2,18 m. Le directeur sportif de l'université d'État de Caroline du Nord décide de le lister à 2,21 m. Il est alors considéré comme le plus grand joueur américain de basket-ball lui apportant, ainsi qu'à son école, une bonne exposition.
Burleson est membre de l'équipe américaine qui s'incline lors de la finale controversée des Jeux olympiques 1972 face à l'URSS. L'équipe estime avoir été flouée et refuse unanimement d'accepter la médaille d'argent.
Burleson est drafté par les SuperSonics de Seattle au 3e rang de la draft 1974 et est nommé dans la NBA All-Rookie Team lors de la saison 1974-1975. Jouant sous les ordres de l'entraîneur Bill Russell, Burleson réalise de grandes performances lors des playoffs 1975 et 1976 pour Seattle. Lors de sa carrière en playoffs, Burleson réalise des moyennes de 20 points, 10 rebonds et deux contres par match. Sa meilleure saison est la deuxième, avec des moyennes de 15,6 points, 9,0 rebonds et 1,8 contre par match. Au moment où il commence à dominer en NBA, il se blesse en voulant interrompre une bagarre entre l'un de ses coéquipiers et un adversaire. Son genou est cassé et cela met fin à sa carrière.
Burleson est réputé pour ses qualités de contreur. Il dispute huit saisons en NBA avec trois équipes différentes (Seattle, les Kings de Kansas City et les Hawks d'Atlanta). Burleson vit actuellement dans le comté d'Avery, Caroline du Nord. Il est un ardent supporter de North Carolina State. Il est marié et a trois enfants.